# Forstschule Ruhla

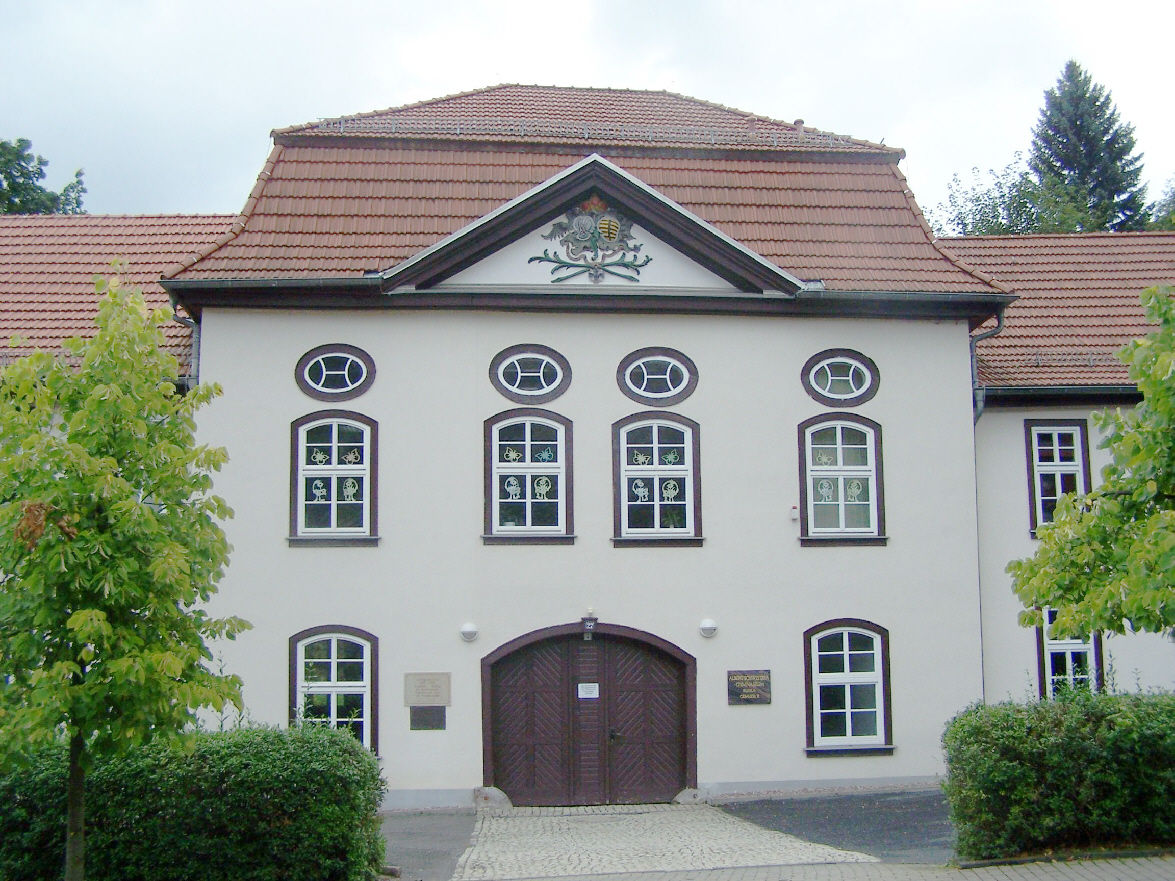
Teilansicht der Forstschule Ruhla

Die ehemalige Forstschule Ruhla, zeitweise auch Kurhaus Ruhla und Theodor-Neubauer-Schule Ruhla, ist ein denkmalgeschütztes Gebäude mit der Adresse Bermbachtal 27 in Ruhla im Wartburgkreis in Thüringen. Es ist das heutige Haus II des Albert-Schweitzer-Gymnasiums Ruhla.

## Geschichte
Das Gebäude wurde Anfang des 18. Jahrhunderts als Landschloss des Herzogtums Sachsen-Weimar-Eisenach im Ruhlaer Bermbachtal errichtet. Ab 1754 wurde das Schloss als Kurhaus genutzt und eine Heilquelle in das Gebäude geleitet. 1789 gehörte Goethe zu den Gästen des Hauses. Die Nutzung als Kurhaus endete Anfang des 19. Jahrhunderts.
1805 begründete Gottlob König in dem Haus eine Forstlehranstalt, die 1830 nach Eisenach umzog und dort als Großherzoglich-Sächsische Forstlehranstalt Eisenach bis 1914 Bestand hatte.
Ab 1913 wurde die Forstschule als Realschule genutzt. 1920 begann hier Theodor Neubauer zu unterrichten. 1930 wurde die Realschule zu einer Aufbauschule, 1936 wurden zusätzliche Unterrichtsräume geschaffen. In der Endphase des Zweiten Weltkrieges wurde die Schule Anfang 1945 als Lazarett zweckentfremdet. 1946 erfolgte die Umbenennung in Theodor-Neubauer-Schule.
Im Schulsystem der DDR wurde die Schule zu einer Polytechnischen Oberschule, ab 1964 wurde sie als Erweiterte Oberschule geführt. 1991 wurden die Schulgebäude im Ruhlaer Bermbachtal zum Gymnasium Ruhla (ab 1993: Albert-Schweitzer-Gymnasium) zusammengeführt. Die ehemalige Ernst-Thälmann-Schule wurde zum Haus I des Gymnasiums, die Theodor-Neubauer-Schule, vormals Forstschule, zum Haus II.
2016 bis 2020 wurde der Anbau der Forstschule, das Haus III des Gymnasiums, abgerissen und durch einen Neubau ersetzt.